# 希望の街
『希望の街』（きぼうのまち、原題：City of Hope）は、1991年制作のアメリカ合衆国の映画。ジョン・セイルズ監督。

## あらすじ
ニュージャージー州ハドソン・シティに暮らすイタリア系の青年ニックは父ジョーの建設会社で働いていたが、この街の悪徳政治家の横暴や街のスラム化に人生の意味を見い出せず、漠然とした焦燥感に駆られて、ある日突然仕事を辞めてしまう。ニックは悪友2人と電気店に押し入るが、失敗し逮捕される。
一方、悪徳市長バッチはスラム街の最開発をめぐる利権を巡って地方検事と対立していた。
また一方、黒人のストリート・キッズがジョギング中の大学教授レスを襲ったが、反対に教授はゲイで正当防衛で殴ったと証言して波紋を呼び、黒人団体はこの事件を利用して白人弾劾を叫んでいた。
やがてこの三者は複雑に絡み合っていく。

## キャスト
- ニック・リナルディ：ヴィンセント・スパーノ
- ジョー・リナルディ：トニー・ロビアンコ
- ウィン：ジョー・モートン
- リゾ：アンソニー・ジョン・デニソン
- アンジェラ：バーバラ・ウィリアムス
- カール：ジョン・セイルズ
- ポーリー：ジョー・グリファシ
- ジマー：マイケル・マンテル
- バッチ：ルイス・ゾリック
- レス：ビル・レイモンド
- アステロイド：デヴィッド・ストラザーン
- リッグス：クリス・クーパー
- ローリー・リナルディ：ジーナ・ガーション
- リーシャ：アンジェラ・バセット
- ニディア：オルガ・メレディス
- グロリア・フォスター
- トム・ライト
- トッド・グラフ
- フランキー・フェイソン
- ローズ・グレゴリオ
- ケヴィン・タイ

## 評価
本作は高い評価を受け、数々の賞にノミネートされ、以下の賞を受賞した。
- 第4回東京国際映画祭東京グランプリ・都知事賞[3]
- 第7回インディペンデント・スピリット賞助演男優賞（デヴィッド・ストラザーン）[4]